# Puerto Rosales (buque)
Puerto Rosales, Toro, Albaro y Valle Bianca fueron los nombres de un petrolero construido en Italia y estuvo bajo diferentes banderas.

## Historia
Su construcción estuvo a cargo del astillero de Castellammare di Stabia, en Italia, a mediados de la década de 1970. Se incorporó a la flota de YPF en 1977.
El 28 de abril de 1982 el Puerto Rosales se integró el Grupo de Tareas 79.3 de la Armada Argentina, integrado por el crucero ligero ARA General Belgrano (C-4) y los destructores ARA Bouchard (D-26) y ARA Piedrabuena (D-29). El hundimiento del crucero el 2 de mayo de 1982 desmembró al GT 79.3.
En 1993 quedó adjudicado a la Constant Shipping Ltd., que le puso el nombre Toro.
En 1996 se lo vendió a la Navegación Alta Italia S.p.A., que lo bautizó Albaro.
En 1998 la empresa lo vendió a la Montanari Navigazione, que lo nombró Valle Bianca.
En el año 2002 el buque finalizó su vida útil y fue desguazado en Chittagong, Bangladés.